# San Lorenzo Ruiz (Filippine)
San Lorenzo Ruiz è una municipalità di quinta classe delle Filippine, situata nella Provincia di Camarines Norte, nella Regione del Bicol.

## Baranggay
San Lorenzo Ruiz è formata da 12 baranggay:
- Daculang Bolo
- Dagotdotan
- Langga
- Laniton
- Maisog
- Mampurog
- Manlimonsito
- Matacong (Pob.)
- Salvacion
- San Antonio
- San Isidro
- San Ramon